# 시무라산초메역
시무라산초메역(일본어: 志村三丁目駅, しむらさんちょうめえき)은 일본 도쿄도 이타바시구에 있는 도쿄 도 교통국 미타 선의 역이다. 역 번호는 I 22이다.

## 역 구조
상대식 승강장 2면 2선의 고가역. 메구로 역에서 이 역까지는 지하로 달리다가 반대 방향으로는 지상으로 주행한다.
승강장은 2층, 개찰구는 지평면에 위치하였고 승강장과 개찰구를 잇는 엘리베이터가 2006년 3월 말에 완성하였다.

### 승강장
| 번호 | 노선         | 행선                                    | 비고                                  |
| ---- | ------------ | --------------------------------------- | ------------------------------------- |
| 1    | 도영 미타 선 | 스가모・오테마치・메구로・도큐 선 방면  | 메구로 역에서 도큐 메구로 선으로 직통 |
| 2    | 도영 미타 선 | 다카시마다이라・니시타카시마다이라 방면 |                                       |

## 역 주변
- 시무라 쇼핑 센터
- 도쿄 도도 311호선
- 수도 고속 5호 이케부쿠로 선
- 국제 흥업 버스 시무라 영업소
- 이타바시키타 우체국
- 시바우라 공업대학 중학고등학교
- 그린 칼리지 홀 (이타바시 구립 시니어 학습 플라자)
- 이타바시 구립 시무라 만남관

### 버스 노선
"시무라 3초메 역"이 근처 정류장이다. 각 노선은 모두 국제 흥업 버스에서 운행을 하고 있다.
- 이케 20: 이케부쿠로역 니시구치 행 / 다카시마다이라 조차장 행
- 이케 20-2: 다카시마다이라 조차장 행
- 아카 01: 아카바네역 니시구치 행 (기타아카바네 역 입구 경유) / 네리마 역 행
- 아카 02: 아카바네 역 니시구치 행 (기타아카바네 역 입구 경유) / 나리마스 역 기타구치 행
- 아카 02-2: 나리마스 역 기타구치 행
- 아카 56-2: 아카바네 역 니시구치 행 (시무라사카우에 경유)
- 아카 73: 니시타카시마다이라 역 행 (심야 버스·평일만)
- 아카 83・아카 84: 아카바네 역 니시구치 행 (기타아카바네 역 입구 경유)
- 아카 85: 아카바네 역 니시구치 행 (기타아카바네 역 입구 경유) / 헤이와다이역 행
- 도키 01: 도키와다이 역 행

## 역사
- 1968년 12월 27일: 영업 개시.
- 1978년 7월 1일: 6호선을 미타 선으로 노선명 변경.

## 인접역
| 도쿄 도 교통국 미타 선          | 도쿄 도 교통국 미타 선 | 도쿄 도 교통국 미타 선              |
| ------------------------------- | ---------------------- | ----------------------------------- |
| I 21 시무라사카우에 메구로 방면 | 미타 선                | 하스네 I 23 니시타카시마다이라 방면 |